# Calohystricia gerstchi
Calohystricia gerstchi là một loài ruồi trong họ Tachinidae.